# وارونگی (فیلم)
وارونگی فیلمی سینمایی به کارگردانی و تهیه‌کنندگی بهنام بهزادی محصول سال ۱۳۹۴ است.
این فیلم در بخش سودای سیمرغ سی و چهارمین دوره جشنواره فیلم فجر حضور داشته و در بخش نوعی نگاه دوره شصت و نهم فستیوال کن نیز پذیرفته شده‌است.
این فیلم در تاریخ ۱ دی ۱۳۹۵ در سینماهای ایران اکران شده‌است.

## داستان
نیلوفر دختری از خانواده ای با ۲ دختر و ۱ پسر است ، و او تنها فرد مجرد خانواده است . پدر او مرده و او با مادرش که به مریضی تنگی نفس مبتلاست، در یک خانه زندگی می کند . برای همین تمامی مسئولیت های نگهداری از مادر خانواده به عهده او است . او در گذشته عاشق مردی به نام سهیل شده ولی سهیل که کار صادرات و واردات دارد ، اجبار به ترک ایران برای چند سال طولانی را داشته ، و این جدایی باعث کمرنگ شدن و سپس به خاطره پیوستن عشق بین او و نیلوفر شده است . اما حالا که از این اتفاقات گذشته است ، ناگهان در یک روز بسیار عادی سهیل سر و کله اش پیدا شده و . . . .

## بازیگران
| بازیگر          | نقش        | توضیحات           |
| --------------- | ---------- | ----------------- |
| سحر دولتشاهی    | نیلوفر     | نقش اصلی فیلم     |
| علی مصفا        | فرهاد      | برادر نیلوفر      |
| ستاره پسیانی    | سودابه     | دوست نیلوفر       |
| علیرضا آقاخانی  | سهیل       | عشق نیلوفر        |
| رویا جاویدنیا   | هما        | خواهر نیلوفر      |
| شیرین یزدان‌بخش  | مادر       | مادر نیلوفر       |
| طوفان مهردادیان | مجید       | شوهر خواهر نیلوفر |
| ستاره حسینی     | صبا        | خوهر زاده نیلوفر  |
| پیام یزدانی     | دکتر رهنما | دکتر مادر نیلوفر  |